# Großreifling
Großreifling ist ein Dorf im Gesäuse der Steiermark und eine Ortschaft der Gemeinde Landl im Bezirk Liezen.

## Geografie
Großreifling liegt an einer Schlinge der Enns am linken Ufer, nahe der Einmündung der Salza, am Fuß des Reiflingbergs (712 m ü. A.), im Nordosten, und Lehenbergs (871 m ü. A.), im Süden, mit der Steinwand (950 m ü. A.) an der anderen Ennsseite im Osten.
Hier treffen Ennstaler Alpen, Ybbstaler Alpen und Hochschwabgruppe zusammen, im Westen liegen der Zug des Sittlingerkogels (1110 m ü. A.) vor den Haller Mauern, im Südwesten die Buchsteingruppe (Großer Buchstein 2224 m ü. A., Tamischbachturm 2035 m ü. A.) der Gesäuseberge, im Südosten die Kalte-Mauer-Gruppe (Kaltmauer 1929 m ü. A., Ausläufer des Hochschwabs), im Nordosten der Gamsstein (1774 m ü. A.) der Ybbstaler Voralpen.
Der Ort liegt mitten im Landschaftsschutzgebiet Ennstaler und Eisenerzer Alpen und Naturpark Eisenwurzen, der Nationalpark Gesäuse beginnt wenig südlich oberhalb von Kirchenlandl, das Naturschutzgebiet Wildalpener Salzatal wenig die Salza aufwärts. Für die Salza, einen der besten Wildwassersport-Flüsse Mitteleuropas, ist Großreifling Endpunkt der Touren durch die Schluchten des untersten Flussabschnitts.
Großreifling ist auch unter Geologen bekannt, hier befindet sich die Typlokalität (die Musterfundstelle) sowohl für die Reiflingformation, ein Schichtensystem der Kalkalpen der nördlichen Ostalpen, wie auch für das Anisium (lat. zu Enns), das erdgeschichtliche Zeitalter von vor 246–237 Millionen Jahren, eine Zeitstufe der Trias. Bekanntheit erlangte auch die zur Gutenstein-Formation gehörende Ammonitenfundstelle am Rahnbauernkogel.

### Ortsgliederung
Zum Ortschaftsgebiet gehört auch die Ortslagen Ramsauhof, Kupfer und Scheiblinghof und die Wedelalm, im Tal des Scheiblingbachs am Sittlingerkogel.

### Nachbarortschaften
|     | Krippau                                     |                  |
|     | Kompassrose, die auf Nachbargemeinden zeigt | Gams bei Hieflau |
| Erb |                                             | Kirchenlandl     |

## Geschichte

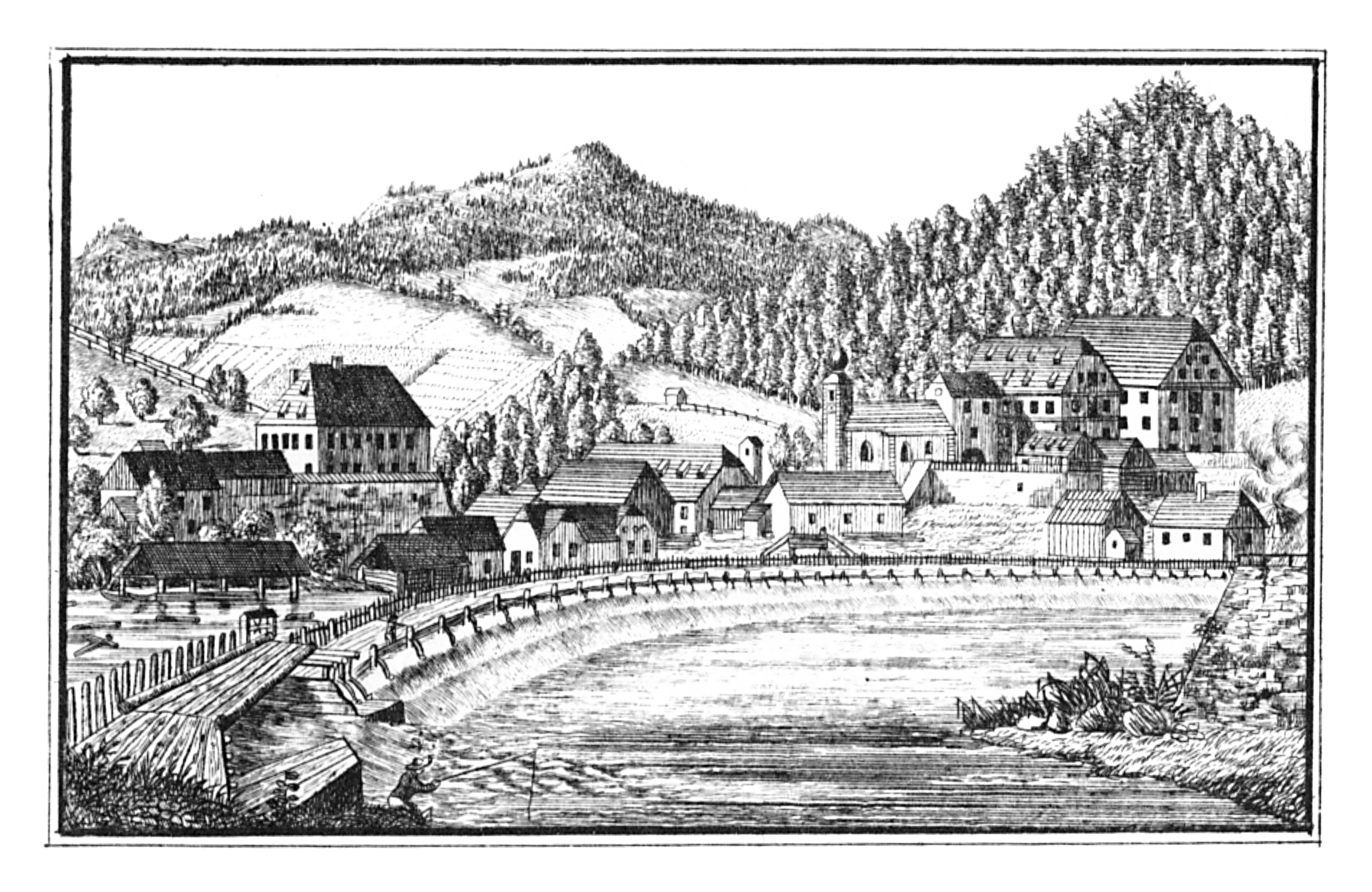
Großreifling, Lithografie 1830

Der Ort entwickelte sich ab ca. 1500 aus einer Eisenhüttensiedlung.

## Kultur und Sehenswürdigkeiten

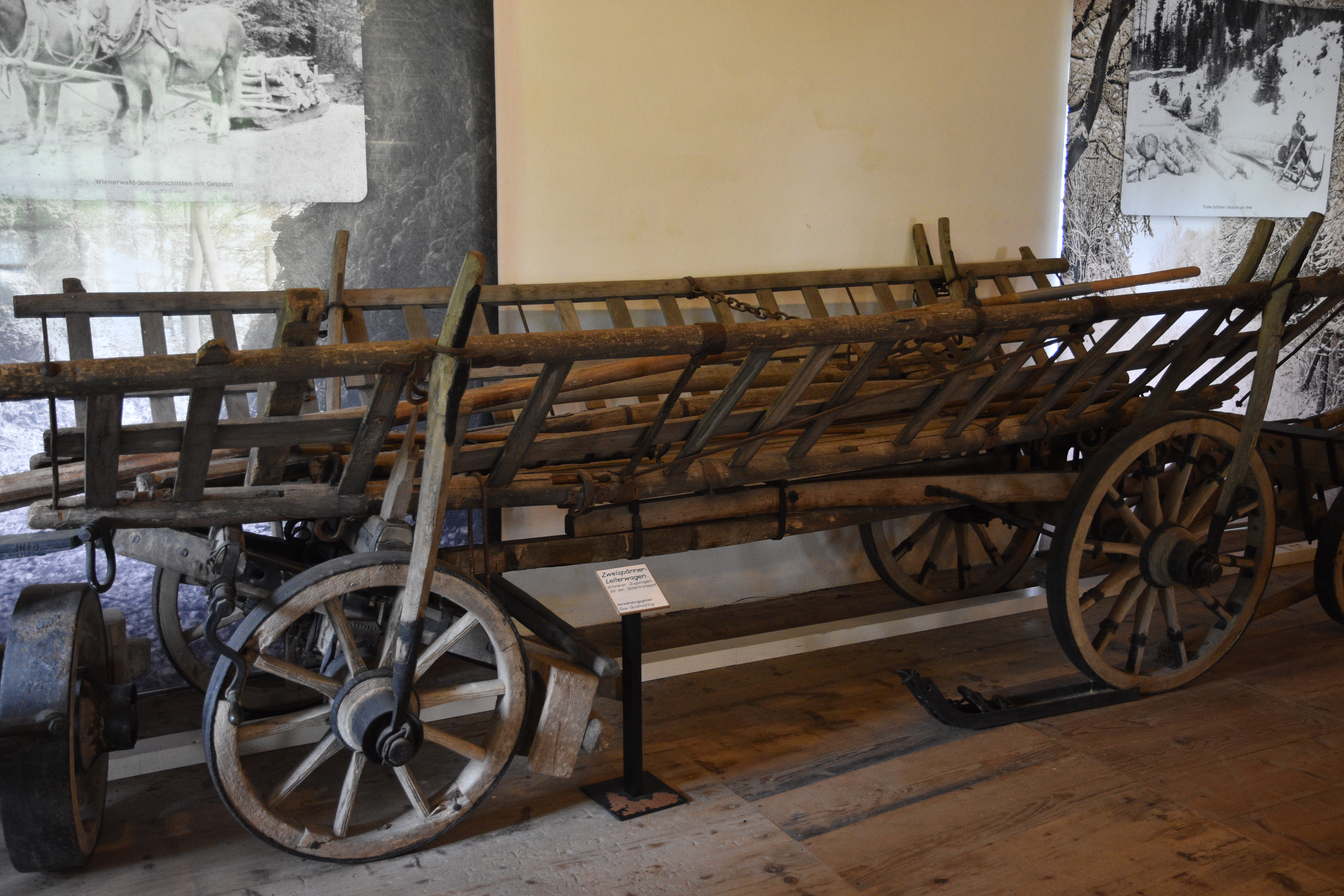
Ein Leiterwagen im Forstmuseum

- Katholische Filialkirche Großreifling hl. Nikolaus
- Großreiflinger Rechen: Aus der Zeit des Holzfößens, die größte Holzfanganlage an der Enns, 1570 vom Tiroler Hans von Gasteiger erbaut.
- Alter Kasten Großreifling
- Forstmuseum Silvanum

## Wirtschaft und Infrastruktur

### Verkehr
- Großreifling liegt direkt an der B115 Eisen Straße Steyr – Eisenerz – Traboch. Hier im Ort zweigen die L705 Erbstraße (über Erb nach St. Gallen, zur B 117), und an der Ennsbrücke nördlich des Dorfes die L714 Salzastraße (bei Palfau in die B25) ab.
- Großreifling ist auch Bahnhof der Rudolfsbahn, die direkt zwischen Ort und Enns trassiert ist, allerdings halten hier keine Züge mehr. Die zwei hier noch verkehrenden Zugpaare fahren ohne planmäßigen Halt durch.